# 胸水
胸水（きょうすい、英語: pleural effusion）は、医学における症状、病態で、胸腔内に異常に多量の液体が貯留した状態ないしはその液体をいう。

## 分類
液体の内容によっていくつかの分類がある。外見からの分類として
- 漿液：狭義の胸水。水胸ということもある。
- 血液：血胸
- 乳糜：乳糜胸
- 膿：膿胸

また胸水の性状によって2種類に分類される。
- 漏出液（漏出性胸水）：比重1.015以下、タンパク量3g/dl以下、LDH 200u/L以下、糖60mg/dL以下、白血球1000/mm3以下
- 滲出液（滲出性胸水）：比重1.018以上、タンパク量3g/dl以上、LDH 200u/L以上

ライト（Light）の診断基準として、
1. 胸水のタンパク量/血清のタンパク量が0.5を超える
2. 胸水LDH/血清LDHが0.6を超える
3. 胸水のLDHが血清LDHの基準値上限の3分の2を超える

のうちひとつ以上を満たす場合に滲出性胸水と呼ぶ。

## 原因
胸腔内には正常な状態でもごく少量の液体があるが、病的な胸水は
- 漏出性胸水：肺内の正常な圧力に障害が起こる（血管内静水圧の増加または血漿膠質浸透圧の減少）ことで引き起こす疾患で生じる。主な原因疾患として、鬱血性心不全、ネフローゼ症候群、肝硬変などがある。
- 滲出性胸水：肺や胸膜の炎症や感染、悪性腫瘍などの疾患の結果生じる。主な原因疾患として、細菌性肺炎、胸膜炎、肺結核、肺悪性腫瘍（癌性胸膜炎）などがある。

## 症状・所見
胸水が貯留すると、息切れ、胸痛、咳、しゃっくり、腹痛、関節強直が見られ、聴診（肺胞呼吸音の減弱ないし消失、山羊音の聴取）・打診（濁音）・触診（声音震盪）上異常所見が得られることがある。
診断は胸部レントゲン写真、胸部CT、超音波検査、胸腔穿刺などによる。

## 治療

### 原因疾患の治療
胸水の原因となる疾患の治療がまず行われる。
癌による胸水はコントロールが困難なことがあるため、チューブを用いた排液の後に再貯溜を防ぐ薬（ピシバニール）を胸腔に注入（胸膜に炎症を起こさせて癒着させ、胸腔を閉鎖する）することもある。

### 胸腔穿刺
胸水を注射針で直接除去する方法。胸水の性状を調べる目的で行われることが多いが、外来でも可能なため、緩徐に貯留した胸水を除去する目的で行われることがある。

### 胸腔ドレナージ
胸腔内へチューブを入れて陰圧をかけ、胸水を持続的に除去する方法。胸腔にチューブが入ったままの状態となるため外来では行えず、入院が必要となる。

### 胸腔-腹腔シャント
胸腔内に貯留する胸水をコントロールするために使用される。胸水中の栄養分を捨てることなく再吸収力の高い腹腔内に誘導する。